# رنی، نیو ساوت ولز
رنی (به انگلیسی: Rennie) یک شهرک در استرالیا است که در نیو ساوت ولز واقع شده‌است.